# Senaea coerulea
Senaea coerulea är en gentianaväxtart som beskrevs av Paul Hermann Wilhelm Taubert. Senaea coerulea ingår i släktet Senaea och familjen gentianaväxter. Inga underarter finns listade i Catalogue of Life.